# Ignaz Landgraf
Ignaz Landgraf (* 2. Oktober 1884 in München; † 1949) war ein deutscher katholischer Pfarrer.

## Werdegang
Landgraf empfing 1908 die Priesterweihe. Er war zunächst Domprediger in München und von 1919 bis zu seinem Tod Stadtpfarrer bei St. Maximilian. Nach Ende des Zweiten Weltkriegs leitete er den Wiederaufbau der im Krieg schwerst zerstörten Kirche ein. Bereits am Ostersonntag 1946 konnte im rechten Seitenschiff der Kirche wieder Gottesdienst gefeiert werden.
Er war auch Mitglied des Münchner Stadtrats.

## Schriften
- Kriegs-Vorträge gehalten in der Liebfrauenkirche zu München - München : Lentner, 1915
- Die Erhaltung unseres Lebens im Dienste der großen Zeit - München : Lentner, 1916
- Sinnen und Trachten in großer Zeit - München : Lentner, 1917